# Tauern de Seckau
O  Tauern de Seckau  (em alemão:  Seckauer Tauern) é um maciço montanhoso que se encontram na região da Estíria na Áustria. O cume mais alto é o Geierhaupt com 2.417 m.

## Localização
O Tauern de Seckau têm da mesma secção alpina a Sudoeste o Tauern de Rottenmann e de Wolz.
De outras secções tem a Norte os Alpes de Ennstal e a Sudeste o Pré-Alpes ocidentais-norte da Estíria.

## SOIUSA
A Subdivisão Orográfica Internacional Unificada do Sistema Alpino (SOIUSA) dividiu os Alpes em duas grandes Partes: Alpes Ocidentais e Alpes Orientais, separados pela linha formada pelo  Rio Reno - Passo de Spluga - Lago de Como - Lago de Lecco.
Os Tauern de Radstadt, o Tauern de Schladming e de Murau, o Tauern de Rottenmann e de Wolz, e o Tauern de Seckau formam os Alpes do Tauern orientais.

### Classificação  SOIUSA
Segundo a SOIUSA este acidente geográfico é uma Sub-secção alpina com as seguintes características:
- Parte = Alpes Orientais
- Grande sector alpino = Alpes Orientais-Centro
- Secção alpina = Alpes do Tauern orientais
- Sub-secção alpina =  Tauern de Seckau
- Código = II/A-18.IV

## Imagens

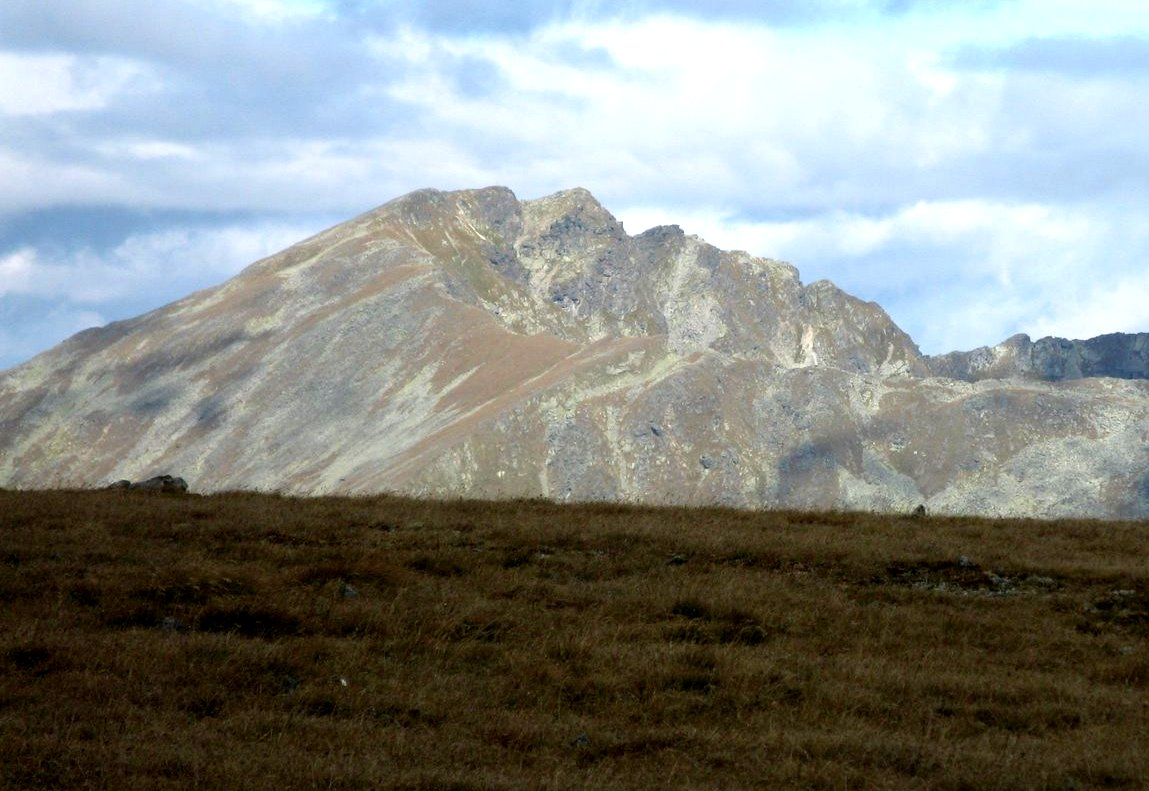
O Geierhaupt